# 新町停留場

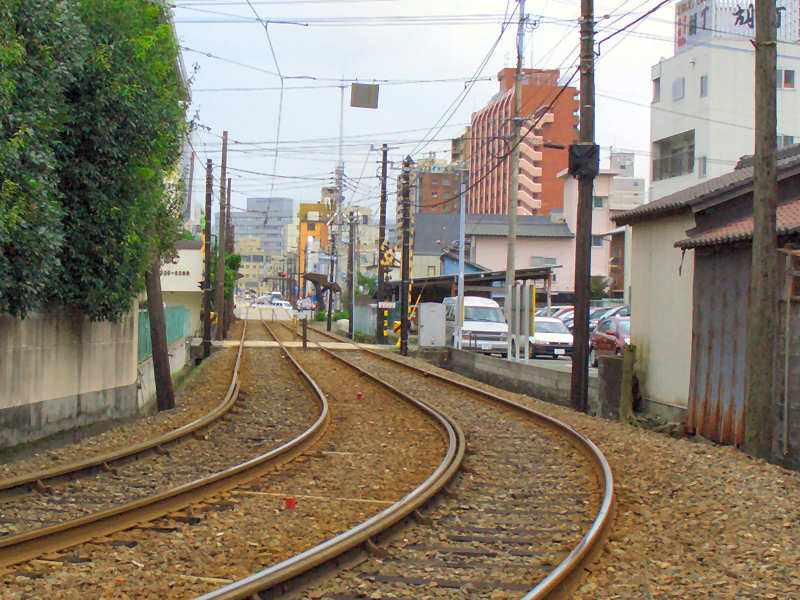
專用路軌區間

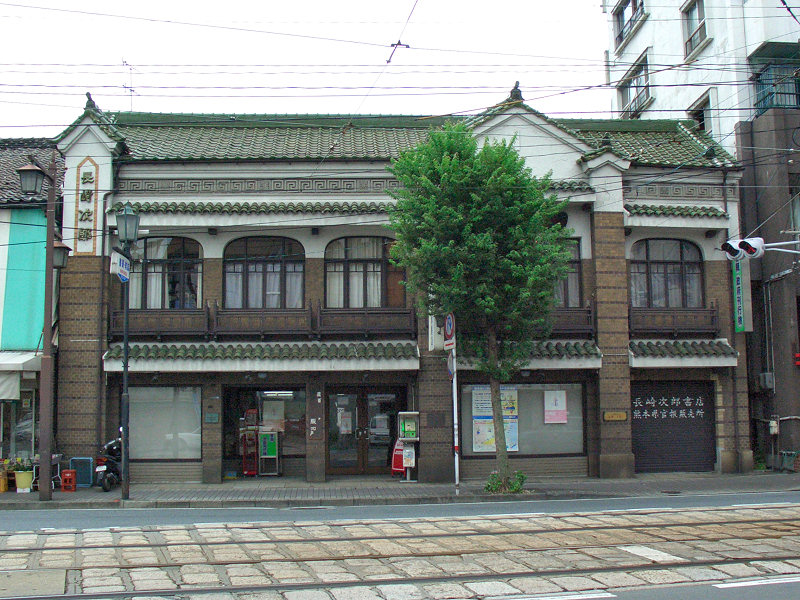
長崎次郎書店

新町停留場（日语：／ Shinmachi teiryūjō */?），又稱新町電車站，是位於熊本縣熊本市中央區新町二丁目，熊本市交通局（熊本市電）上熊本線的電車站。車站編號為B7。B系統停靠此站。此電車站至洗馬橋電車站之間為專用路軌區間。

## 歷史
- 1929年（昭和4年）6月20日 - 電車站啟用。

## 電車站構造
此電車站設有2面2線的相對式低地台月台。月台鄰接行人路。此站可讓輪椅人士上落。

### 運行系統
此電車站是上熊本線電車站之一。■B系統會駛入此站。
| 月台 | 路線               | 上下行 | 方向                                   | 備註                                 |
| ---- | ------------------ | ------ | -------------------------------------- | ------------------------------------ |
| 南邊 | ■B系統（上熊本線） | 上行   | 段山町、本妙寺入口、上熊本方向         |                                      |
| 北邊 | ■B系統（上熊本線） | 下行   | 辛島町、通町筋、水前寺公園、健軍町方向 | 熊本站前方向於辛島町電車站轉乘■A系統 |

## 使用狀況
| 1日上下車人次變化 | 1日上下車人次變化 |
| 年度              | 1日平均人次       |
| ----------------- | ----------------- |
| 2011年            | 641               |
| 2012年            | 575               |
| 2013年            | 658               |
| 2014年            | 649               |
| 2015年            | 743               |

## 電車站周邊
- 長崎次郎書店（國家登錄有形文化財）
- 吉田松花堂
- 明八橋
- 高麗門蹟
- 肥後銀行新町分店
- 熊本第一信用金庫（日语：熊本第一信用金庫）新町分店
- 熊本市西保健福祉中心
- 熊本南警署（日语：熊本南警察署）新町交番
- 熊本市立一新幼稚園（日语：熊本市立一新幼稚園）

## 巴士路線
- 「新町」巴士站
  - 熊本都市巴士（日语：熊本都市バス） - 新01、站01、站02、鹿01系統、熊本城周遊巴士（日语：熊本城周遊バス）
  - 產交巴士（日语：九州産交バス） - 新02、新03、新04、新06、新07系統

## 相鄰電車站
熊本市交通局
■B系統（上熊本線）
蔚山町（B6）－新町（B7）－洗馬橋（B8）

## 注腳
1. ↑  国土数値情報(駅別乗降客数データ)  （页面存档备份，存于）（日語） - 國土交通省，2018年3月27日參閲

## 外部連結
- 熊本市交通局 （页面存档备份，存于）（日語）